# .by
Pour les articles homonymes, voir BY.
.by est le domaine de premier niveau national (country code top level domain : ccTLD) réservé à la Biélorussie.